# Sun Longjiang
Sun Longjiang (vereenvoudigd Chinees: 孙龙将; traditioneel Chinees: 孫龍將; pinyin: Sūn Lóngjiāng 23 augustus 1992) is een voormalig Chinees langebaanschaatser. Hij staat bekend als een van de beste Chinese allrounders ooit. Desondanks heeft hij in internationale wedstrijden nooit meegedaan om de titels.

## Records

### Persoonlijke records
| Afstand      | Tijd     | Datum            | Baan           |
| ------------ | -------- | ---------------- | -------------- |
| 500 meter    | 36,11    | 7 november 2015  | Calgary        |
| 1000 meter   | 1.10,00  | 17 november 2017 | Calgary        |
| 1500 meter   | 1.46,40  | 19 november 2017 | Calgary        |
| 3000 meter   | 3.52,86  | 12 maart 2010    | Moskou         |
| 5000 meter   | 6.27,99  | 13 november 2015 | Calgary        |
| 10.000 meter | 13.46,21 | 21 november 2015 | Salt Lake City |

## Resultaten
| Jaar | WK Allround            | WK Afstanden   | Olympische Spelen | WK Junioren                              |
| ---- | ---------------------- | -------------- | ----------------- | ---------------------------------------- |
| 2008 |                        |                |                   | 14e (8e, 25e, 14e, 9e) 8e achtervolging  |
| 2009 |                        |                |                   | 5e (6e, 8e, 9e, 8e) 12e achtervolging    |
| 2010 |                        |                | 35e 1500m         | 11e (8e, 10e, 11e, 12e) 8e achtervolging |
|      |                        |                |                   |                                          |
| 2013 | NC21 (5e, 22e, 22e, -) |                |                   |                                          |
| 2014 | NC14 (4e, 18e, 18e, -) |                |                   |                                          |
| 2015 |                        | 15e massastart |                   |                                          |
| 2016 |                        | 17e massastart |                   |                                          |

NC# = niet gekwalificeerd voor de laatste afstand, maar wel als # geklasseerd in de eindrangschikking